# Platylecanium cyperi
Platylecanium cyperi är en insektsart som beskrevs av Takahashi 1950. Platylecanium cyperi ingår i släktet Platylecanium och familjen skålsköldlöss. Inga underarter finns listade i Catalogue of Life.